# Хоффманн, Гэби
Габриэ́лла Мэ́ри «Гэ́би» Хо́ффманн (англ. Gabriella Mary «Gaby» Hoffmann; 8 января 1982, Нью-Йорк, Нью-Йорк) — американская актриса, наиболее известная своими ролями в сериалах «Очевидное» и «Девчонки», которые принесли ей номинации на премию «Эмми».

## Биография
Габриэлла Мэри Хоффманн родилась в Нью-Йорке, в семье актёров Энтони Эррера (1944—2011) и Вивы (род.1938), которые расстались вскоре после её рождения. У Гэби есть старшая сводная сестра по матери от её брака с режиссёром Мишелем Одером — актриса Александра Одер (род.1971).
Хоффманн начала свою актёрскую карьеру со съёмок в рекламных роликах в 1986 году. В 1989 году Хоффманн дебютировала в кино, сыграв роль Кэрин Кинселлы в фильме «Поле его мечты», за роль которой она получила премию «Молодой актёр» в номинации «Лучшая молодая актриса второго плана» в следующем году. В 1993 году сыграла роль Джессики в фильме «Неспящие в Сиэтле». В 2000 году сыграла роль Шейлы в фильме «Можешь рассчитывать на меня», который получил 2 номинации на «Оскар».
В 2014 году Хоффманн начала сниматься в сериале «Очевидное».

## Личная жизнь
Хоффманн состоит в фактическом браке с кинооператором Крисом Дэпкинсом. У пары есть дочь — Розмари Дэпкинс (род.19.11.2014).